# Schoenobius vittatalis
Schoenobius vittatalis là một loài bướm đêm trong họ Crambidae.